# Sasabe
Sasabe es una pequeña comunidad fronteriza no incorporadas en el Valle de Altar al sur del Condado de Pima, Arizona, Estados Unidos. Alberga un poco usado cruce fronterizo en la Frontera entre Estados Unidos y México. Sasabe, Arizona es mucho menor que su comunidad hermana, Sásabe, Sonora, que es conocida por sus fábricas de ladrillos de adobe cocido.
Sasabe es más conocido por el antiguo Rancho de la Osa hoy convertido en un rancho para invitados, anteriormente era sede de una hacienda (enlace roto disponible en Internet Archive; véase el historial, la primera versión y la última). española de tres millones de acres (12 000 km²). Algunos edificios rancho datan de fines del siglo XVII. El rancho de huéspedes abrió sus puertas en 1921. Los clientes han incluido los presidentes Franklin Roosevelt y Lyndon Johnson.
Gran parte de la zona al norte y al este de Sasabe está dentro de la Refugio Nacional de la Vida Salvaje Buenos Aires. En 2006, 3500 hectáreas (14 km²) del refugio junto a la frontera de México al este de Sasabe estaban cerrados a la entrada del público debido a problemas con los contrabandistas y los cruces fronterizos ilegales.
Sasabe tiene el código postal de 85633, en 2000, la población de la ZCTA 85633 fue de 122.